# Bobbi Sue Luther
Bobbi Sue Luther (Annapolis, 27 agosto 1978) è un'attrice e modella statunitense.

## Biografia
Caratterista, ha svolto il ruolo di protagonista nel film Laid To Rest (2009) di Robert Hall. Nel 2009 ha interpretato la parte di Suzanne nel film Night of the Demons, remake del film del 1988.
Ha lavorato anche in alcune serie televisive, tra cui Terminator: The Sarah Connor Chronicles, Star Trek: Enterprise e Curb your enthusiasm. È stata anche produttore esecutivo. Come modella è apparsa su riviste quali Maxim e Playboy.

## Filmografia
- Deuce Bigalow - Puttano in saldo, regia di Mike Bigelow (2005)
- Night of the Demons, regia di Adam Gierasch (2009)
- Laid To Rest, regia di Robert Hall (2009)
- The Slammin' Salmon, regia di Kevin Heffernan (2009)

### Produttrice
- Judy Moody and the Not Bummer Summer, regia di John Schultz (2011)
- The Devil Has a Name, regia di Edward James Olmos (2019)